# Algeciras
Algeciras, španjolski grad i luka u pokrajini Cádiz, na zapadnoj obali istoimenog zaljeva u Sredozemnom moru, 10 km zapadno od Gibraltara. 

## Gospodarstvo
Ribarsko utočište i turističko središte. Izvozi pluto i voće, a uvozi ugljen, građevno drvo, željezo, čelik, terpentin i naftu.